# Washington Township (comté de Des Moines, Iowa)
Pour les articles homonymes, voir Washington Township.
Washington Township est un township, du comté de Des Moines en Iowa, aux États-Unis,.

## Source de la traduction
- (es) Cet article est partiellement ou en totalité issu de l’article de Wikipédia en espagnol intitulé « Municipio de Washington (condado de Des Moines, Iowa) » (voir la liste des auteurs).